# Sufi-Musik
Sufi-Musik ist der Oberbegriff für regional unterschiedliche Stile islamischer Musik, die zur rituellen Glaubenspraxis von Anhängern des Sufismus gehört.
In vielen Orden (Tarīqa) der Derwische ist die Praxis der Musik üblich, die oft nur aus Gesängen besteht, in anderen Tariqas aber auch instrumental begleitet wird. Die Musik ist ein Bestandteil des Dhikr (Gottgedenken), denn in den Liedern werden entweder die Namen Gottes rezitiert, oder die Liebe zu Gott beziehungsweise zum Propheten Mohammed besungen.

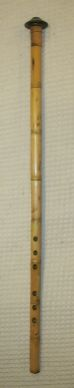
Türkische Nay

Teilweise wurden später die lyrischen Werke bekannter Sufidichter (zum Beispiel Rumi oder Yunus Emre) als Liedtexte genommen.

## Musikinstrumente
In den unterschiedlichen Traditionen existieren auch verschiedene Arten, die Sufi-Musik – wenn überhaupt – instrumental zu begleiten. Oft werden als Instrumente Rahmentrommeln (Bendir oder Daf) und die Rohrflöte Nay, aber auch die Saiteninstrumente Tanbur, Ghichak und Rabāb verwendet. Der Klang der Nay wird meist als klagend oder sehnsuchtsvoll beschrieben, weshalb sie auch generell als das Instrument der Sufis gilt. So wie das Rohr aus seiner Heimat, dem Röhricht geschnitten wurde, symbolisiert dessen Klang die Sehnsucht der von der Alleinheit getrennten Seele des spirituell suchenden Menschen nach ihrer ursprünglichen Heimat wieder.

## Indisch-pakistanische Musik
In Pakistan und im Norden Indiens hat der Qawwali ein großes Hörpublikum gefunden. Diese Musikrichtung wurde zumeist mit der Gedichtform der Ghazals durch den pakistanischen Musiker Nusrat Fateh Ali Khan im Westen bekannt.
In der pakistanischen Provinz Sindh pflegen Verehrer des Sufi-Dichters Shah Abdul Latif eine eigene Gesangstradition, bei der sie sich mit der Langhalslaute Tanburo begleiten. Einige pakistanische Derwische produzieren bei ekstatischen Rundtänzen mit der bis zu einen Meter langen Eisenzange Chimta einen Rhythmus oder verwenden sie zur Begleitung religiöser Lieder.

## Weiterführende Literatur
- Seyyed Hoseyn Nasr: The Influence of Sufism in Traditional Persian Music. In: Studies of Comparative Religions. Band 6, Nr. 4, 1972, S. 225–234.